# ВИЧ/СПИД в Казахстане
ВИЧ в Казахстане начал распространяться в 1990-х годах, в основном среди наркозависимых. По состоянию на 2021 год общее инфицированных оценивалось в 35–39 тысяч человек, из которых ориентировочно только 78% знали о своём статусе. Казахстан занимал лидирующее место среди стран Центральной Азии по уровню заболеваемости — 143,4 на 100 тысяч населения. Вклад в распространение ВИЧ в стране вносили ограниченное финансирование, стигматизация людей с ВИЧ, а также ущемления прав людей в группах риска.

## Распространение
В 1990-е годы ВИЧ в Казахстане встречался редко до 1995 года число инфицированных не превышало 100 человек. Проникнув в среду наркозависимых, вирус начал быстро распространяться, и к концу 1999 года общее число инфицированных превысило 1000 человек. Основной очаг ВИЧ располагался в промышленном городе Темиртау, где каждый 50-й житель употреблял наркотики и где было зарегистрировано 83% всех инфицированных в стране.
Эксперты предполагали, что реальное количество инфицированных ВИЧ могло быть в 10 раз выше официальной статистики из-за недостатка финансирования СПИД-центров и ограниченного тестирования. Услуги по снижению вреда, включая раздачу одноразовых стерильных игл, охватывали только 8–10% людей из группы риска. Медицинский персонал зачастую не знал о путях передачи ВИЧ, что усугубляло ситуацию. Так, в 2006 году в Шымкенте из-за халатности врачей произошло массовое заражение детей: по разным данным было выявлено, 150–200 детей, 9 погибли в первый год заражения, а также 14 матерей. Скандал привёл к арестам и смене министра здравоохранения.
К 2006 году ЮНЭЙДС оценивал число ВИЧ-положительных в Казахстане в 5 тысяч человек, преимущественно наркозависимых. Наиболее пострадавшими были города в Карагандинской и Павлодарской области (70% носителей), а также в столице Алматы и торговом городе Шымкенте. В результате к 2018 году только в Алматы ежегодно выявляли по 300–350 новых случаев ВИЧ.
В 2010-е годы число инфицированных росло, но казахстанский бюджет не мог обеспечить антиретровирусное лечение для всех нуждающихся и достаточное количество тестов. Международная поддержка была крайне важна для страны. В 2003 году Казахстан стал первым получателем гранта Глобального фонда, и за десять лет получил свыше $100 млн на борьбу с ВИЧ и СПИДом. В результате профилактических мер с 2006 по 2014 годы передача вируса от матери к ребёнку сократилась с 7,4% до 1,8%. Однако к 2016 году лишь более трети носителей получали терапию, и только у одной четверти наблюдалась супрессия вируса. Тестирование охватывало только 14% населения.
Опиоидная терапия — эффективный способ профилактики ВИЧ — была запущена в Казахстане как пилотный проект в 2008 году. За следующие десять лет к программе присоединились более тысячи человек. Однако в июне 2018 года правительство подтвердило, что программа не будет расширена. На тот момент в стране действовало только 13 центров опиоидной терапии в 9 из 16 областей.

## Современность
Восточная Европа и Центральная Азия являются одними из немногих регионов, где число ВИЧ-инфицированных продолжает расти. С 2010 по 2020 год количество новых случаев в регионе увеличилось на 48 %, а в Казахстане, где ежегодно регистрировали 2-3 тысячи новых случаев, на 73 %. Основные группы риска включают потребителей внутривенных наркотиков, гомосексуальных мужчин, секс-работников и их партнеров.
Human Rights Watch подчёркивает, что нарушения прав человека в отношении наркозависимых и секс-работников в Казахстане подпитывают одну из самых быстрорастущих эпидемий СПИДа в мире, развернувшуюся на территории постсоветских стран. Так, казахские полицейские часто использует пункты раздачи игл для преследования наркозависимых. Представители власти регулярно притесняют и дискриминируют наркозависимых и секс-работников, усиливая их социальную изоляцию и отталкивая их от государственных услуг. Активисты сообщали о случаях отказа в госпитализации ВИЧ-положительных и недостаточных знаниях медперсонала о путях передачи инфекции. Это вело к росту смертности среди носителей из-за позднего выявления сопутствующих заболеваний. Если в 2018 году Национальный центр по борьбе и профилактике СПИД заявлял о 3,6 тысячах умерших от ВИЧ с начала распространения вируса, то в 2021 году СМИ писали уже о 13,6 тысячах жертвах.
В 2019 году показатель распространения ВИЧ составил 143,4 случая на 100 тысяч населения, хотя в Павлодарской области он был выше в 2 раза. Несмотря на широкое распространение вируса, в обществе сохранялись стереотипы о путях передачи и стигматизация ВИЧ-положительных. Люди сообщали об исключении из общественных или семейных мероприятий, шантаже на работе и отказах в трудоустройстве. Кроме того, хотя закон гарантировал право ВИЧ-положительных на усыновление детей, некоторые подзаконные акты фактически препятствовали этому.
Уровень распространённости ВИЧ в 2021 году составил 143,4 на 100 тысяч населения, что было самым высоким показателем среди государств Центральной Азии. Однако медики утверждали, что рост числа инфицированных связан не с распространением вируса, а с увеличением количества тестирований. Официальное число носителей в Казахстане превысило 28 тысяч, более 90 % из которых находятся в трудоспособном возрасте от 15 до 49 лет. В целом ЮНЭЙДС оценивал, что 78 % живущих с ВИЧ знали о своём статусе, 73 % из них принимает антиретровирусную терапию. Таким образом реальное число людей с ВИЧ, по разным оценкам, достигло 35-39 тысяч человек.
В январе-ноябре 2022 года в Казахстане зарегистрировали ещё 3561 случая ВИЧ-инфекции. Кроме того, к общему числу носителей добавились ВИЧ-положительные россияне, эмигрировавшие в Казахстан после начала вторжения на Украину и объявления мобилизации.Эти люди столкнулись с проблемами, так как АРТ-терапию невозможно приобрести в казахстанских аптеках, а СПИД-центры выдавали лекарства только при наличии вида на жительства или гражданства. Некоммерческие организации пытались помочь прибывшим, используя собственные ограниченные запасы медикаментов. Однако в целом ситуация вызывала беспокойство активистов, так как могла привести к мутациям вируса, которые ранее уже встречались в Казахстане.
Анализ на ВИЧ-инфекцию является обязательным для беременных женщин (и их супругов).

## Комментарии
1. 1 2  За исключением Туркменистана, который не предоставляет ВОЗ и ЮНЭЙДС статистику